# ピラミッド湖

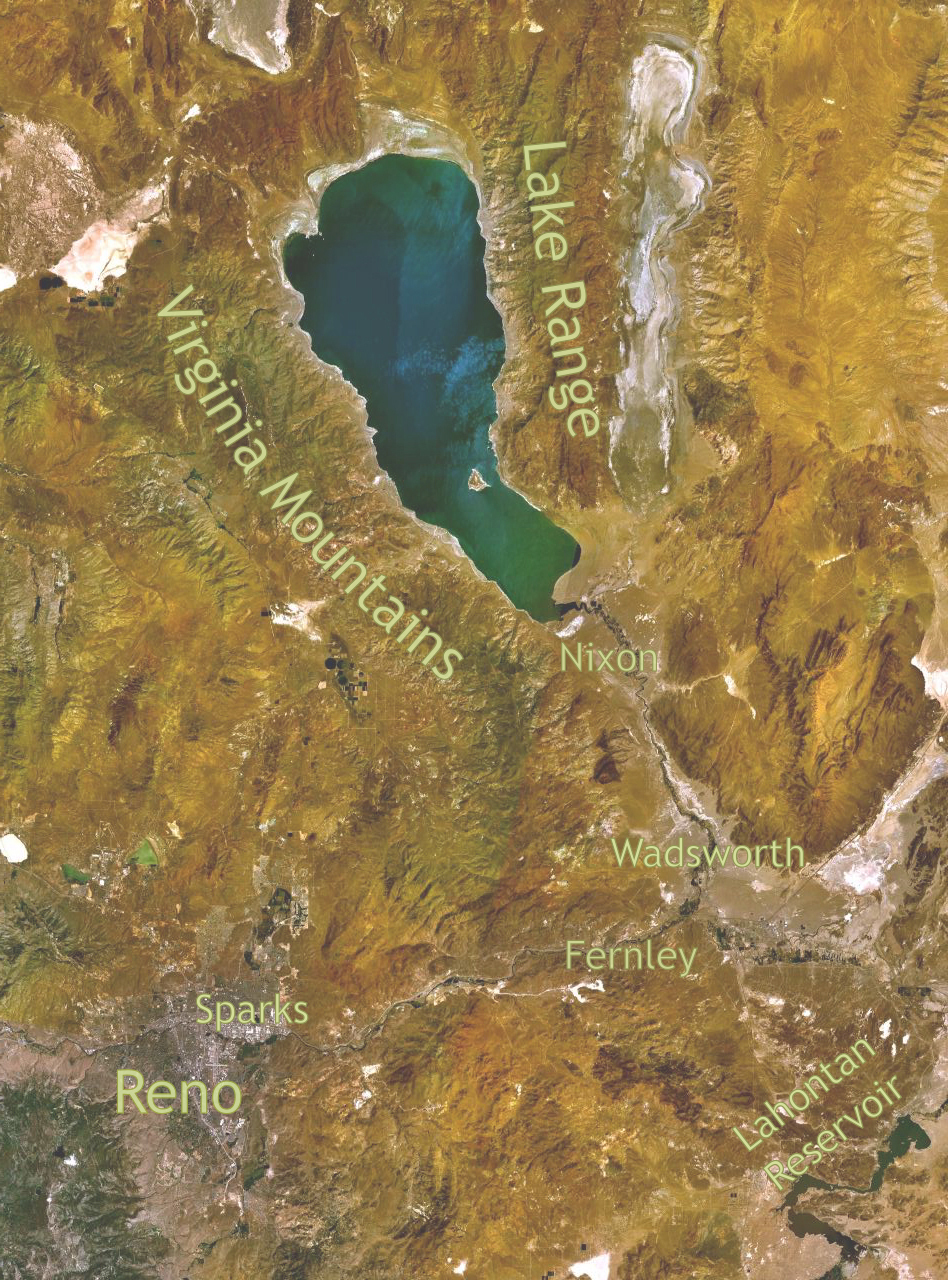
衛星画像

ピラミッド湖（ピラミッドこ、Pyramid Lake）は、アメリカ合衆国ネバダ州北西部のグレートベースン内にある塩湖。面積はおよそ487 km2で、リノ市の北東64km、ヴァージニア山脈東のワショー郡南部に位置する。
タホ湖から流れてくるトラッキー川が南から注ぐ。この湖から流れ出す川は存在しない。
塩分濃度は海水の6分の1程度である。
この湖は、最終氷期の終わりにネバダ州北西部の大半を覆っていたラホンタン湖のなごりである。
19世紀、この湖の周辺にはパイユート族が住んでいた。
現在はピラミッド湖先住民保留地となっている。
1844年、ジョン・C・フレモントにより初めて地図が作られた。

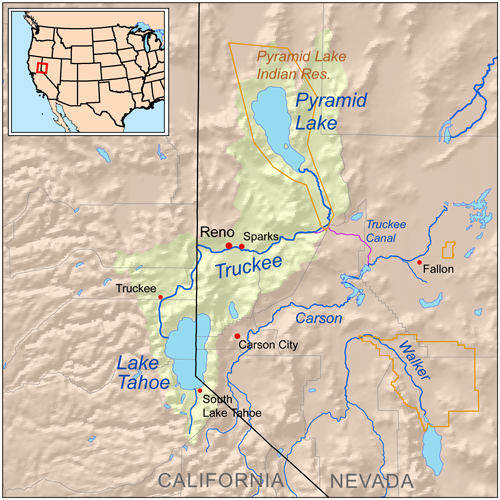
タホ湖、ピラミッド湖周辺地図